# Mark Schwarzer
Mark Schwarzer (* 6. října 1972 Sydney) je bývalý australský profesionální fotbalový brankář, který ukončil svoji hráčskou kariéru v červenci 2016 v dresu anglického klubu Leicester City FC.
Nejdelší období své kariéry strávil v anglickém Middlesbrough, kde strávil 11 let. V roce 2008 pak přestoupil do Fulhamu, v červenci 2013 do Chelsea a v lednu 2015 do Leicesteru City.
V Premier League odehrál více než 500 zápasů, tuto metu překonal v roce 2012 jako první cizinec. Prohlašoval, že chce chytat až do Mistrovství světa 2014 v Brazílii, ale nakonec reprezentační kariéru ukončil začátkem listopadu 2013.
Po sezóně 2015/16 se stal hráčem, který dokázal vyhrát Premier League se dvěma různými kluby, Chelsea a Leicesterem.

## Klubová kariéra
Schwarzer začal svou neprofesionální kariéru v australském klubu Colo Cougars, později přestoupil do ligového Marconi Stallions. Po dobrých výkonech přestoupil do německých Drážďan, později do Kaiserslauternu a nakonec do Bradfordu. Nikde se však neusadil.

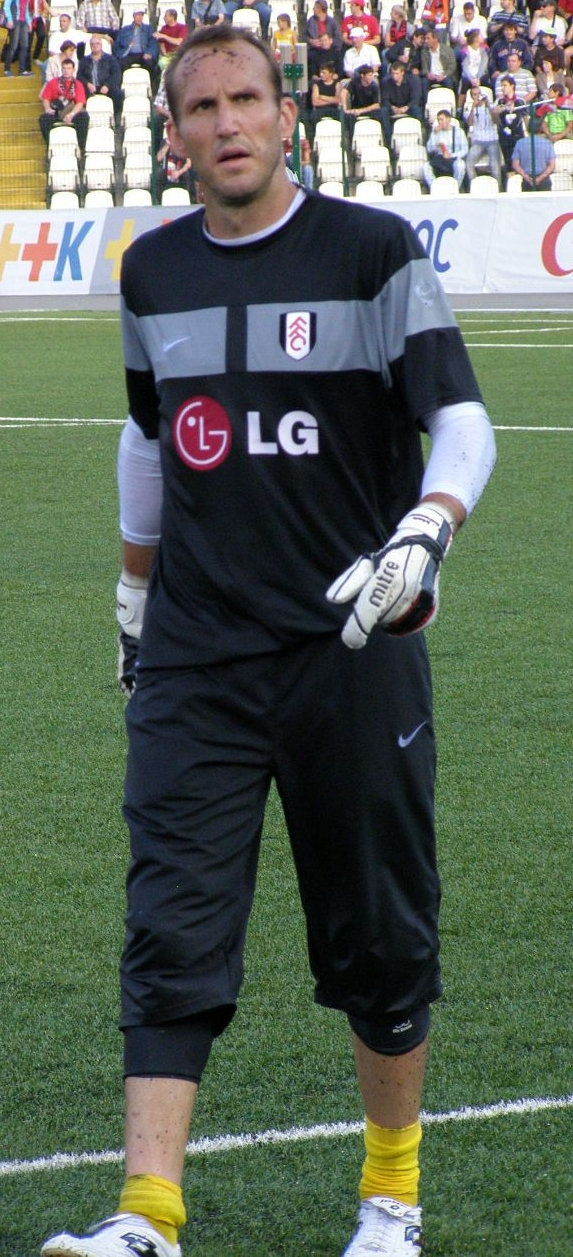
Mark Schwarzer v dresu Fulhamu.

Nakonec v roce 1997 přestoupil do Middlesbrough. Za Middlesbrough debutoval v semifinále Ligového poháru proti Stockport County a následně si zachytal ve finále s Leicesterem City, kde Middlesbrough prohrálo. Další sezonu se Boro opět dostalo do finále Ligového poháru, kde však znovu prohrálo. Do finále se dostal s klubem ještě jednou v roce 2004, kde už Middlesbrough porazilo Bolton Wanderers. Asi nejdůležitější zákrok Schwarzera přišel v posledním zápase sezony 2004/05 proti Manchesteru City, kdy chytil penaltu Robbieho Fowlera a zachoval výsledek 1:1, díky kterému se klub umístil na sedmém místě Premier League, které mu zaručovalo zápasy v Poháru UEFA pro příští sezonu. Právě v sezoně 2005/06 se Middlesbrough dostalo až do finále, kde však dostalo podlehlo španělské Seville 0:4. Na konci prosince 2007 se stal nejdéle působícím cizincem v jednom klubu Premier League, když překonal rekord Dennise Bergkampa.
Schwarzerovi skončila smlouva v Middlesbrough v červnu 2008 a přestože měl možnost ji prodloužit, dal přednost změně dresu. Údajně dostal nabídky i od Bayernu Mnichov a Juventusu, ale obě odmítl, protože chtěl mít zaručeno, aby chytal pravidelně. Proto se rozhodl pro londýnský Fulham. Ve Fulhamu začal angažmá velmi úspěšně a stal se hráčem klubu za sezonu 2008/09. Navíc díky svým výkonům získal ocenění pro hráče Premier League za únor 2010, kterou získal jako první Australan. Celkově klubu pomohl k 7. místě v lize. Další sezonu hrál opět důležitou roli v tažení Evropskou ligou, kde se znovu dostal až do finále, ale i za Fulham prohrál, tentokrát 2:1. Celkem za sezonu 2009/10 odehrál 60 zápasů. Schwarzer po této vynikající sezoně dostal nabídku od Arsenalu, kterou chtěl přijmout, protože Arsenal neměl stálého brankáře a hledal někoho zkušenějšího. Trenér Fulhamu Mark Hughes mu přestup nakonec rozmluvil a přesvědčil ho k prodloužení smlouvy.
V červenci 2013 přestoupil do jiného londýnského klubu Chelsea FC. Na podzim debutoval v zápase Ligy mistrů proti rumunskému klubu FCSB. V dubnu 2014 se Schwarzer stal nejstarším hráčem, který kdy nastoupil v zápase vyřazovací fáze Ligy mistrů, když v 18. minutě vystřídal zraněného Petra Čecha v prvním zápase semifinále proti Atléticu Madrid. Zápas skončil bez branek.
V lednu 2015 odešel zadarmo do prvoligového klubu Leicester City FC. Působil zde jako náhradní brankář do konce sezóny 2015/16, ve které se Leicester stal překvapivým mistrem Anglie.

## Reprezentační kariéra
V A-mužstvu Austrálie debutoval 31. 7. 1993 v Edmontonu proti reprezentaci Kanady.
Svou bohatou reprezentační kariéru ukončil 5. listopadu 2013. Celkem odehrál v letech 1993–2013 za australský národní tým 109 zápasů.

## Osobní život
Narodil se v North Richmondu v Sydney. Fotbal začal hrát za klub Colo Cougars. Jeho rodiče Hans-Joachim and Doris emigrovali z východního Německa do Austrálie v roce 1968. Hovoří plynně německy, anglicky a španělsky. Se svou manželkou Palomou má dvě děti, syna Juliana a dceru Amayu.

## Ocenění

### Klubová

#### Middlesbrough
- EFL Cup: 2003/04

### Reprezentační

#### Austrálie
- Oceánský pohár národů: 2004[8]

### Individuální
- Hráč roku Fulhamu: 2008/09
- Australský fotbalista roku: 2009, 2010[9]
- Hráč měsíce Premier League: únor 2010[10]